# Geosmithia namyslowskii
Geosmithia namyslowskii är en svampart som först beskrevs av K.M. Zalessky, och fick sitt nu gällande namn av Pitt 1979. Geosmithia namyslowskii ingår i släktet Geosmithia, ordningen köttkärnsvampar, klassen Sordariomycetes, divisionen sporsäcksvampar och riket svampar.   Inga underarter finns listade i Catalogue of Life.